# 阿尔泰娅·赖因哈特
阿尔泰娅·丽贝卡·赖因哈特（丹麥語：Althea Rebecca Reinhardt，1996年9月1日—），丹麦女子手球运动员，2021年世界女子手球锦标赛铜牌得主、2023年世界女子手球锦标赛铜牌得主、2024年夏季奥林匹克运动会女子铜牌得主。